# Премия имени Булата Окуджавы
Пре́мия и́мени Була́та Окуджа́вы — упразднённая ежегодная государственная литературная премия Российской Федерации. Вручалась с 1998 по 2004 год.

## История
Премия имени Булата Окуджавы была учреждена в 1997 году; вручалась со следующего года. Присуждалась Указом Президента Российской Федерации Бориса Ельцина 

…по представлению Комиссии при Президенте Российской Федерации по Государственным премиям Российской Федерации в области литературы и искусства за создание произведений в жанре авторской песни и поэзии, вносящих вклад в российскую культуру.
Диплом о награждении торжественно вручался в Москве Президентом РФ ко Дню независимости России, который отмечается 12 июня.
В 1998—1999 годах награждения осуществлял Президент Борис Ельцин.
В 2000—2003 годах награждения осуществлял Президент Владимир Путин.
Премия прекратила существование в 2004 году Указом Президента РФ Владимира Путина.

### Размер
Денежный эквивалент составлял 200-кратный минимальный размер оплаты труда, установленного законодательством Российской Федерации.

## Лауреаты
- 1998 — Александр Городницкий[5];
- 1999 — Юлий Ким[6][7];
- 2000 — Дмитрий Сухарев[8];
- 2001 — Александр Дольский[9];
- 2002 — Юрий Ряшенцев[10];
- 2003 — Белла Ахмадулина[11].

## Интересные факты
- В президиум комиссии входили Михаил Пиотровский, Святослав Бэлза, Ирина Антонова и другие, а также председатели секций комиссии.
  - Литературную секцию возглавлял Даниил Гранин.